# Nicolás Uriarte
Nicolás Uriarte (ur. 21 marca 1990 w Buenos Aires) – argentyński siatkarz grający na pozycji rozgrywającego, reprezentant Argentyny.

## Życie prywatne
Jest synem byłego argentyńskiego siatkarza, brązowego medalisty Igrzysk Olimpijskich w 1988 roku w Seulu - Jona Uriarte, trenera m.in. reprezentacji Australii.

## Kariera klubowa
Nicolás Uriarte karierę sportową rozpoczynał w argentyńskim klubie Mendoza Voley. W sezonie 2009/2010 trafił do zespołu Serie A2 - Zinella Volley Bologna. Od sezonu 2010/2011 był graczem M. Roma Volley. W następnych dwóch sezonach występował w argentyńskim Boca Rio Uruguay Seguros z którym w pierwszym roku pobytu zdobył wicemistrzostwo ligi. Od sezonu 2013/2014 był zawodnikiem PGE Skry Bełchatów, z którą podpisał dwuletni kontrakt. W sezonie 2018/2019 występował w drużynie EMS Funvic Taubaté.

## Kariera reprezentacyjna
Nicolás Uriarte zdobył z reprezentacją juniorów w 2008 roku złoty medal mistrzostw Ameryki Południowej, otrzymując trzy nagrody indywidualne: MVP turnieju oraz nagrody dla najlepszego rozgrywającego i najlepszego serwującego. W 2010r. reprezentował Argentynę na Mistrzostwach Świata we Włoszech z którą zajął 9. miejsce. Został powołany do reprezentacji na Igrzyska Olimpijskie w Londynie .Reprezentacja Argentyny w Turnieju olimpijskim odpadła w ćwierćfinale z Brazylią (3:0) i ostatecznie zakończyła turniej na 5 miejscu.

## Sukcesy klubowe
Liga argentyńska:
- 2012, 2013

Liga polska:
- 2014
- 2017
- 2015, 2016

Superpuchar Polski:
- 2014

Puchar Polski:
- 2016

Superpuchar Brazylii:
- 2017, 2022[7]

Klubowe Mistrzostwa Świata:
- 2017, 2022[8]

Puchar Brazylii:
- 2018, 2023[9], 2024[10]

Klubowe Mistrzostwa Ameryki Południowej:
- 2018, 2023[11], 2024[12]

Liga brazylijska:
- 2018, 2019, 2023[13]

Puchar Challenge:
- 2022[14]

## Sukcesy reprezentacyjne
Mistrzostwa Świata Juniorów:
- 2009

Igrzyska Panamerykańskie:
- 2015
- 2011

Mistrzostwa Ameryki Południowej:
- 2011, 2013

## Nagrody indywidualne
- 2018: Najlepszy rozgrywający Klubowych Mistrzostw Ameryki Południowej
- 2022: MVP finału Pucharu Challenge